# Filtr (informatyka)
Filtr – program, który z danych wejściowych usuwa niepotrzebne, niechciane dane i udostępnia resztę w postaci danych wyjściowych. Strumień wyjściowy jednego filtru może być użyty jako strumień wejściowy kolejnego.
Może oznaczać jedną z następujących rzeczy:
- Filtr antyspamowy – usuwający ze skrzynki pocztowej niepożądane listy, (spam),
- Filtr graficzny – dodający niestandardowe efekty przy obróbce obrazów,
- Filtr rodzinny – chroniący dzieci przed łatwym dostępem do pornografii, erotyki i przemocy w Internecie.